# Lubenșciîna, Hlobîne
Lubenșciîna (în ucraineană Лубенщина) este un sat în comuna Fedorivka din raionul Hlobîne, regiunea Poltava, Ucraina.

## Demografie
Componența lingvistică a localității Lubenșciîna
     Ucraineană (90%)
     Rusă (5%)
     Română (5%)
Conform recensământului din 2001, majoritatea populației localității Lubenșciîna era vorbitoare de ucraineană (90%), existând în minoritate și vorbitori de rusă (5%) și română (5%).